# Ari & Sam
Ari & Sam (Originaltitel: Pyrates) ist eine US-amerikanische Filmkomödie von Noah Stern aus dem Jahr 1991. Die Hauptrollen spielten Kyra Sedgwick und Kevin Bacon.

## Handlung
Der Film fängt mit den schwarz-weißen Bildern des Großen Brandes von Chicago an. Die Musikerin Sam sowie der Fotograf Ari leben in Chicago und lernen sich in einer Diskothek kennen. Sam findet Ari sehr sexy, sie streitet seinetwegen mit einem anderen Mädchen. Ari und Sam haben spontan Sex auf der Feuertreppe, in diesem Augenblick bricht in der Nachbarschaft Feuer aus.
Ari und Sam treffen sich wieder, als sie auf einer Hochzeit spielt, auf der er Fotos macht. Sie lädt ihn in ihre Wohnung ein, in der Collages an der Wand an ihre ehemaligen Liebhaber erinnern. Als sie Sex haben, bricht in der Gegend erneut Feuer aus. Trotzdem beginnen sie eine Beziehung.
Einer der Freunde von Ari freundet sich mit Sams Mitbewohnerin an. Er erzählt seine Theorie, nach der jede Beziehung nach etwa vier Wochen kaputtgehen muss. Die Beziehung von Ari und Sam fängt an zu kriseln als Ari Sam nicht mehr fotografieren will. Nach einigen Streitereien gehen sie auseinander.
Die neuen Beziehungen von Ari und Sam funktionieren nicht richtig, nach einem Streit von Sam mit ihrem neuen Freund kommt es zu einer Schlägerei. Ari erscheint am Ende eines Konzerts im Park, watet durch ein Wasserbecken und reicht Sam einen Strauß Blumen. Am Ende sind Ari und Sam wieder zusammen.

## Kritiken
Arno Mikli schrieb auf Bad Movie Night, das Drehbuch würde wirken als ob es in einer Bar nach zu vielen Bieren geschrieben wäre. Weiterhin verspottete er die Hauptdarsteller und den Film.
In der Londoner Zeitschrift Time Out (Time Out Film Guide 13) wurde das Drehbuch kritisiert. In der Kritik hieß es, dass der Einsatz einiger Streichhölzer unter dem Drehbuch das Beste gewesen wären.
Die Deutsche Film- und Medienbewertung FBW in Wiesbaden verlieh dem Film das Prädikat wertvoll.